# 老店镇 (巧家县)
老店镇，是中华人民共和国云南省昭通市巧家县下辖的一个镇。

## 行政区划
老店镇下辖以下地区：
老店村、法土南村、坪地营村、治乐村、阿尼卡村、尹武村、铅厂村、大火地村、团林堡村、三合村、田坝村、大岩洞村、营上村、迤西卡村、红土村、大海村和树坡村。

## 中国传统村落
2013年8月，老店村被评为第二批中国传统村落。